# 中国北方航空6136便放火墜落事件
中国北方航空6136便放火墜落事件（ちゅうごくほっぽうこうくう6136びんほうかついらくじけん）は、2002年に中華人民共和国で発生した事件。
実行者が自らにかけた生命保険によって債務を清算しようとし、関係ない多くの乗員乗客を巻き添えにした航空事故及び自殺事件である。

## 事件の概要
2002年5月7日、国内線として運航中の北京発大連行きの中国北方航空6136便（マクドネル・ダグラスMD-82 登録記号B-2138）が、大連空港から東に約20kmの海上に墜落した。
この事故で、乗員9名と乗客103名のあわせて112名全員が犠牲になった。乗客には日本人3名も含まれていた。
管制官に対し事故機のパイロットは火災発生を報告したのち交信を絶っており、火災のために操縦不能になり海面にたたきつけられていた。海中から回収された遺留品や遺体はいずれも火災による損傷が大きかった。
事件の概要について2002年12月7日に中国政府（国務院）の事故調査委員会は、乗客であった37歳男性が機体後部で放火したことが事故の原因と断定した。この男性は140万人民元（当時の日本円で約2100万円）という異常に高額な航空傷害保険に加入しており、事業に失敗して抱えた負債を清算するために保険金目当ての自殺であったとされた。

## 事件の影響
犯人の男性は、機内に飲料水と偽って可燃性の液体をペットボトルに入れて持ち込んで放火したと見られることから、事件以後に中国の空港から離陸する航空機への乗客の機内持ち込みの飲料水に対して、開封して可燃性の液体であるか否かを確認するセキュリティーチェックが行われるようになったが、現在は、PETボトル、ガラス瓶などの種類を問わず、液状物質の機内持ちこみは禁止されている。空港内免税店での購入品だけは持ちこめる。

## 備考
- 事件の翌日には「瀋陽総領事館北朝鮮人亡命者駆け込み事件」が発生したが、事件当時に瀋陽の領事館の責任者は、この墜落事件に巻き込まれた日本人3名のために大連に出張していた。そのため、残された領事館員による不首尾な対応が非難されることとなった。